# الحنكة (تعز)
الحنكة هي إحدى قرى الجمهورية اليمنية. وهي تتبع جغرافيًا لمحافظة تعز. وإداريًا لمديرية ماوية. يبلغ تعداد سكانها 3102 نسمة حسب الإحصاء الذي جرى عام 2004.